# Окуловка
Окуловка (рус. Окуловка) град је на северозападу европског дела Руске Федерације. Налази се у централном делу Новгородске области, на подручју Окуловског рејона чији је уједно и административни центар.
Према проценама националне статистичке службе за 2014. у граду је живело 11.330 становника.

## Географија
Град се налази на подручју Валдајског побрђа, у централним деловима Новгородске области. Лежи на реци Перетна (притока реке Мсте) на око 153 километра југоисточно од главног града области Великог Новгорода, и на око 250 километара југоистоћно од Санкт Петербурга. Градска територија обухвата површину од 46 км², а најближе веће насеље је град Боровичи који се налази на око 37 километара источније.

## Историја
Иако се место под називом Окуловка помиње још у летописима из 1495. није јасно да ли се оно односи на садашње насеље или на целу област. Службеним датумом оснивања сматра се 1851. година када је на том подручју отворена железничка станица уз железничку линију Николајевске пруге.
Од оснивања па до краја 1926. године Окуловка је била парохијски центар у границама Маловишерског округа тадашње Новгородске губерније. Након територијалне реорганизације земље у јануару 1927. Окуловка постаје рејонским средиштем новооснованог Окуловског рејона. У јуну 1928. насеље је сједињено са селом Парахино-Подубје чиме је формирано урбано градско насеље са статусом радничке вароши. У границама Новгородске области је од њеног оснивања 1944. године.
Одлуком председништва Руске СФСР од 12. јануара 1965. дотадашњој варошици додељен је статус другостепеног службеног града (град рејонске субординације).

## Демографија
Према подацима са пописа становништва 2010. у граду је живело 12.464 становника, док је према проценама националне статистичке службе за 2014. град имао 11.330 становника.
| 1939. | 1959. | 1970.  | 1979.  | 1989.  | 2002.  | 2010.  | 2014.  |
| ----- | ----- | ------ | ------ | ------ | ------ | ------ | ------ |
| 5.504 | 7.682 | 19.194 | 19.291 | 17.197 | 14.470 | 12.464 | 11.330 |

## Познати житељи
- Јуриј Рерих (1902–1960) — руски истраживач, етнограф и путписац, познат по истраживањима Тибета.
- Николај Миклухо-Маклај (1846–1888) — чувени руски антрополог, етнолог и путописац, родио се у оближњем селу Јазиково